# Tatjana Sjemjakina
Tatjana Alexandrovna Sjemjakina (Russisch: Татьяна Александровна Шемякина) (Makarovka (Mordovië), 3 september 1987) is een Russische snelwandelaarster.
Bij de WK junioren van 2006 in Peking won ze bij het 10.000 meter snelwandelen in een tijd van 45.34,41 een zilveren medaille achter de Chinese Liu Hong (45.12,84).
Een jaar later bij de WK van 2007 in Osaka won ze bij het 20 km snelwandelen in 1:30.42 wederom een zilveren medaille, achter haar landgenote Olga Kaniskina (1:30.09) maar voor de Spaanse María Vasco (1:30.47). Haar grootste prestatie behaalde ze in datzelfde jaar met het veroveren van de titel Europees kampioene 20 km snelwandelen voor neosenioren.

## Titels
- Europees kampioene (onder 23) 20 kilometer snelwandelen: 2007

## Persoonlijke records
| Onderdeel          | Prestatie | Datum            | Plaats   |
| ------------------ | --------- | ---------------- | -------- |
| 10 km snelwandelen | 43.57     | 13 juli 2007     | Debrecen |
| 20 km snelwandelen | 1:25.46   | 23 februari 2008 | Adler    |

## Palmares

### 10.000 m snelwandelen
- 2006:  WK junioren - 45.34,41

### 20 km snelwandelen
- 2007:  EK -23 - 1:28.48
- 2007:  WK - 1:30.41